# چالی‌دره (بایبورد)
چالی‌دره {{ترکی|Çalıdere) (به ارمنی: Մշեվերիկ) یک منطقهٔ مسکونی در ترکیه است که در بایبورد واقع شده‌است. چالی‌دره ۳۲۳ نفر جمعیت دارد.